# 45 (số)
45 (bốn mươi lăm) là một số tự nhiên ngay sau 44 và ngay trước 46.